# Oktiàbrske (Krasnogvardiske)
|  | Per a altres significats, vegeu «Oktiàbrskoie». |

Oktiàbrske (en (ucraïnès): Октябрське, en rus: Октябрьское, Oktiàbrskoie) és un assentament de tipus urbà (un possiólok) de la República Autònoma de Crimea a Ucraïna, que el 2021 tenia 10.932 habitants. Pertany al districte de Krasnogvardiske.